# East Lynne (1931)
East Lynne is een Amerikaanse dramafilm uit 1931 onder regie van Frank Lloyd. Het scenario is gebaseerd op de gelijknamige roman uit 1861 van de Britse auteur Ellen Wood. Destijds werd de film in Nederland uitgebracht onder de titel Verstooten.

## Verhaal
Robert Carlyle staat op het punt om te trouwen met lady Isabella. Ze wonen op het landgoed van Robert, dat wordt onderhouden door zijn zus Cornelia. Er ontstaan al spoedig spanningen tussen de beide vrouwen. Cornelia doet zelfs alsof ze ziek is, zodat ze niet aanwezig hoeft te zijn op de bruiloft.

## Rolverdeling
| Acteur          | Personage            |
| --------------- | -------------------- |
| Ann Harding     | Lady Isabella        |
| Clive Brook     | William Levison      |
| Conrad Nagel    | Robert Carlyle       |
| Cecilia Loftus  | Cornelia Carlyle     |
| Beryl Mercer    | Joyce                |
| O.P. Heggie     | Lord Mount Severn    |
| Flora Sheffield | Barbara Hare         |
| David Torrence  | Richard Hare         |
| Wally Albright  | William als jongeman |
| Ronnie Cosby    | William als kind     |
| Eric Mayne      | Arts                 |

## Prijzen en nominaties
| Jaar | Prijs  | Categorie  | Genomineerde(n) | Uitslag     |
| ---- | ------ | ---------- | --------------- | ----------- |
| 1931 | Oscars | Beste film | Fox Film        | Genomineerd |